# Mirueña de los Infanzones
Mirueña de los Infanzones è un comune spagnolo di 169 abitanti situato nella comunità autonoma di Castiglia e León.